# SIX5
SIX5‏ (SIX homeobox 5) هوَ بروتين يُشَفر بواسطة جين SIX5 في الإنسان.